# Sint-Godelieveprocessie
De Sint-Godelieveprocessie is een verering aan de heilige Godelieve van Gistel op de eerste zondag na 5 juli, de feestdag van de heilige Godelieve. 

## De processie
Ieder jaar, bij goed weer, trekken ruim duizend figuranten in achttien groepen (taferelen) door het Gistelse stadscentrum. 
Deze processie vergt ieder jaar zeer veel werk. Een comité, speciaal opgericht voor dit evenement, werkt jaarlijks enkele maanden zeer hard om de processie in goede banen te leiden.
Zo zijn er verschillende  regisseurs, enkele kleermaaksters, schminksters, vele commissarissen en nog enkele belangrijke personen om de processie waar te maken.

## Geschiedenis
Uit verschillende archiefstukken blijkt dat deze processie al bestaat sinds 1459. 
In 2000 en 2001 werd het slotgedeelte van de processie grondig vernieuwd. De symboliek van de vier kronen, typisch voor de heilige Godelieve, werd als een apotheosegroep gerealiseerd.
Laatste regisseurs: 
Sinds 2010 wordt de processie geregisseerd door Koekelarenaar Guido Willaert, die de fakkel overnam van Arnold Lernout. 
Sedert 2013 was Arnold Lernout er terug als interim-regisseur tot 2015.
Sinds 2016 is de regisseur Jan Bonne.
En de huidige regisseur sinds 2025 is Rik Lamote.
De Godelieveprocessie werd in 2012 aangevuld met twee nieuwe praalwagens, die de geboorte en het huwelijk van de heilige Godelieve oproepen.

## Randevenementen
Die dag is er in Gistel ook veel te doen. Dan is er altijd een kermis op de vernieuwde markt van Gistel. Op het plein, rond de kerk, zijn er meestal ook heel wat evenementen, allemaal georganiseerd door het stadsbestuur. De Oostmolen is steeds feestelijk versierd. 
In een bakkerij recht voor de kerk, 'Bakkerij Devisch' genaamd, kan men in deze periode een speciaal gebak kopen de zgn. godelievekoeken.
Ook in de Abdij Ten Putte vinden er speciale vieringen plaats.

## Info
De processie trekt ieder jaar op de eerste zondag na 5 juli, om 16 uur, door de straten van Gistel.